# Eugenia burkartiana
Eugenia burkartiana är en myrtenväxtart som först beskrevs av Carlos Maria Diego Enrique Legrand, och fick sitt nu gällande namn av Carlos Maria Diego Enrique Legrand. Eugenia burkartiana ingår i släktet Eugenia och familjen myrtenväxter. Inga underarter finns listade i Catalogue of Life.